# Universidad Bolivariana del Ecuador
La Universidad Bolivariana del Ecuador, también conocida por sus siglas UBE, es una institución de educación superior ecuatoriana con sede en la ciudad de Durán, en la provincia del Guayas. Fundada en el año 2021 como una institución de derecho privado, la UBE es la primera y única universidad en el cantón Durán.
El proceso de creación de la Universidad Bolivariana comprendió 8 años, hasta la promulgación de la normativa habilitante por parte de la Asamblea Nacional en el 2021, aunque inició formalmente su vida académica desde el 2022.
Es una institución de educación superior de derecho privado, sin fines de lucro, con personería jurídica propia, autonomía académica, administrativa, financiera y orgánica, vinculada al Consejo de Educación Superior.
Inicialmente, y por disposición legislativa, tuvo como actividad académica las carreras de ingeniería en biomedicina, licenciatura en auditoría y control de gestión; y, licenciatura en seguridad y salud ocupacional. Sin embargo, luego procedió a solicitar a los órganos competentes del Sistema de Educación Superior la aprobación de nuevas carreras.

## Historia
La Universidad Bolivariana del Ecuador fue un proyecto emprendido por los hermanos Elena y Roberto Tolozano Benites, quienes también fundaron en el año 1996 el Instituto Superior Universitario Bolivariano de Tecnología, conocida por las siglas ITB, que opera en la ciudad de Guayaquil.
El proceso fundacional de la Universidad Bolivariana abarcó un total de ocho años de trabajo para la estructuración del proyecto desde el punto de vista de la docencia, modelo de financiación e instalaciones y tecnologías. La UBE entró en funcionamiento a partir de la publicación de la Ley de Creación en el Registro Oficial, el 14 de mayo de 2021, habiendo sido promulgada dicha normativa por la Asamblea Nacional previamente el 4 de mayo. Durante los meses de junio a diciembre de 2021 las autoridades educativas presentaron los proyectos de carreras iniciales al Consejo de Educación Superior. El inicio de actividades académicas se concretó finalmente con el primer periodo del año 2022, así como las acciones relacionadas al aseguramiento de la calidad como el desarrollo de procesos de autoevaluación basados en el modelo EFQM y la definición de planes de mejora para el logro de los objetivos estratégicos institucional.

## Organización

### Gobierno universitario[4]
| Autoridad                                          | Nombre            |
| -------------------------------------------------- | ----------------- |
| Canciller                                          | Elena Tolozano    |
| Rector                                             | Roberto Tolozano  |
| Vicerrector Académico                              | Roger Martínez    |
| Vicerrectora de Investigación y Vincualción Social | Rosángela Caicedo |
| Secretaría General                                 | Stefanía Zúñiga   |

## Oferta Académica

### Carreras de tercer nivel
| Carreras de grado                        |
| ---------------------------------------- |
| Administración de Empresas               |
| Auditoría y Control de Gestión           |
| Biomedicina                              |
| Derecho                                  |
| Enfermería                               |
| Fisioterapia                             |
| Ingeniería Eléctrica                     |
| Ingeniería en Sistemas Inteligentes      |
| Licenciatura en Ciencias de la Educación |
| Odontología                              |
| Psicología                               |
| Seguridad y Salud Ocupacional            |

### Programas cuarto nivel
| Escuelas de postgrado                     | Programas de maestrías                                                                                           |
| ----------------------------------------- | --- |
| Escuela de Educación y Diversidad         | Maestría en Educación Básica                                                                                     |
| Escuela de Educación y Diversidad         | Maestría en Educación con Mención en Pedagogía en Entornos Digitales                                             |
| Escuela de Educación y Diversidad         | Maestría en Estudios Interdisciplinarios sobre Discapacidad                                                      |
| Escuela de Educación y Diversidad         | Maestría en Gestión Educativa                                                                                    |
| Escuela de Educación y Diversidad         | Maestría en Pedagogía con mención en Formación Técnica y Profesional                                             |
| Escuela de Educación y Diversidad         | Maestría en Pedagogía de la Cultura Física con mención en Educación Física Inclusiva                             |
| Escuela de Educación y Diversidad         | Maestría en Pedagogía del Inglés como Lengua Extranjera                                                          |
| Escuela de Derecho                        | Maestría en Derecho Procesal                                                                                     |
| Escuela de Derecho                        | Maestría en Derecho Deportivo                                                                                    |
| Escuela de Derecho                        | Maestría en Derecho en la Sociedad Digital                                                                       |
| Escuela de Gestión Empresarial y Negocios | Maestría en Administración y Dirección de Empresas                                                               |
| Escuela de Gestión Empresarial y Negocios | Maestría en Gestión de Empresas Deportivas                                                                       |
| Escuela de Gobernanza                     | Maestría en Comunicación y Análisis Político                                                                     |
| Escuela de Gobernanza                     | Maestría en Constitucionalismo Contemporáneo y Gobernanza Local                                                  |
| Escuela de Gobernanza                     | Maestría en Economía con mención en Políticas Públicas y Territorio                                              |
| Escuela de Gobernanza                     | Maestría en Gestión de Emergencias y Desastres con mención en Cooperación y Asistencia Humanitaria Internacional |
| Escuela de Tecnologías Aplicadas          | Maestría en Ciencia de Datos y Máquinas de Aprendizaje con Mención en Redes Neuronales                           |
| Escuela de Tecnologías Aplicadas          | Maestría en Gestión y Analítica de Datos con mención en Inteligencia de Negocios                                 |
| Escuela de Tecnologías Aplicadas          | Maestría en Ingeniería Biomédica con mención en Telemedicina y Salud Digital                                     |
| Escuela de Tecnologías Aplicadas          | Maestría en Tecnología Blockchain                                                                                |
| Escuela de Comunicación                   | Maestría en Periodismo Deportivo                                                                                 |
| Escuela de Neurociencias Aplicadas        | Maestría en Neuromarketing                                                                                       |

## Sede e infraestructura

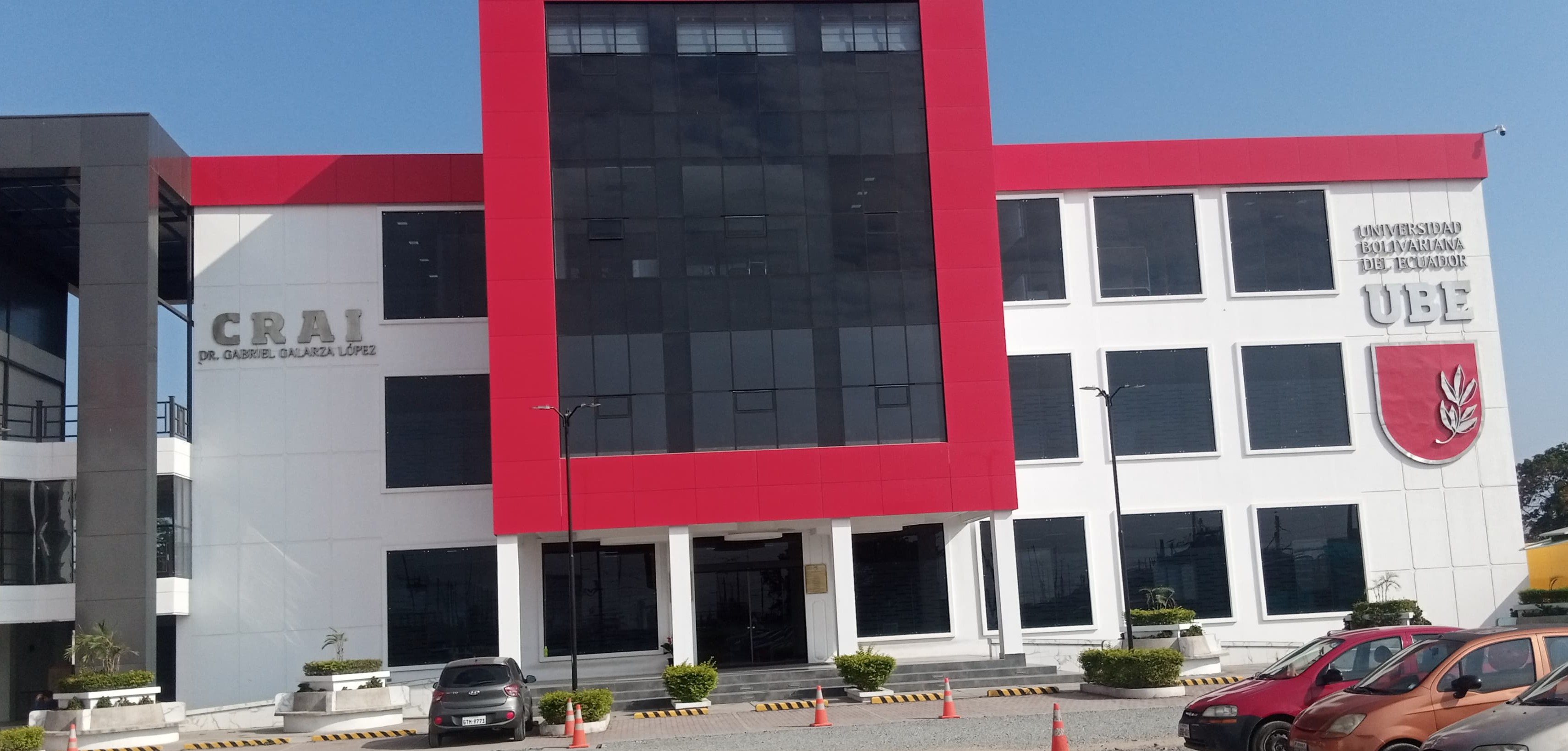
Edificio principal de la UBE.

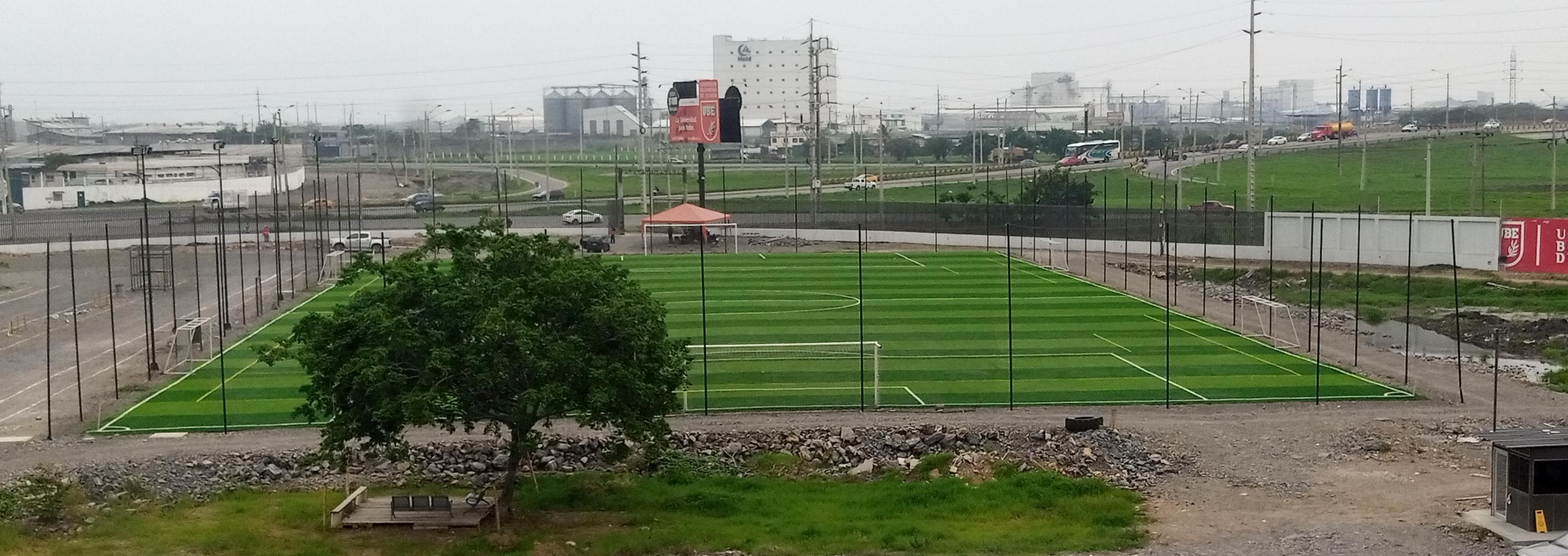
Cancha deportiva de la UBE

La Universidad Bolivariana actualmente cuenta con un solo campus y 4 otros puntos de información, aunque tiene previsto extenderse fuera del cantón Durán y cubrir las Zonas de Planificación 5 (provincias de Guayas, Santa Elena, Los Ríos y Bolívar) y 8 (cantones Guayaquil, Durán y Samborondón).

### Campus
El campus principal de la UBE se encuentra ubicado en la ciudad de Durán, junto al anillo vial de las vías  Durán - Yaguachi (E49) y  Durán - Boliche (parte de la E40). El predio en donde se asienta el campus cuenta con 7,2 hectáreas de terreno. Anteriormente en dichas instalaciones funcionó la Unidad Educativa Liceo Maharishi.En este campus operan cinco bloques/unidades administrativas y académicas.
Dentro del campus opera también el edificio del Centro de Recursos para el Aprendizaje y la Investigación (CRAI) «Dr. Gabriel Galarza López», el cual es un espacio físico y virtual que reúne diversos recursos y servicios de investigación y la consulta desde la web a través de bases de datos y recursos de suscripción o directamente en el espacio físico. El CRAI ocupa un edificio de cuatro pisos. En la planta baja y el primer piso funciona la biblioteca, en el segundo piso se encuentran las oficinas de administración, y en el tercer piso queda ubicado el rectorado.
El campus cuenta además con una cancha de fútbol reglamentaria, donde en el marco de un convenio de cooperación hace de sede de entrenamiento las divisiones formativas del Guayaquil City Fútbol Club.

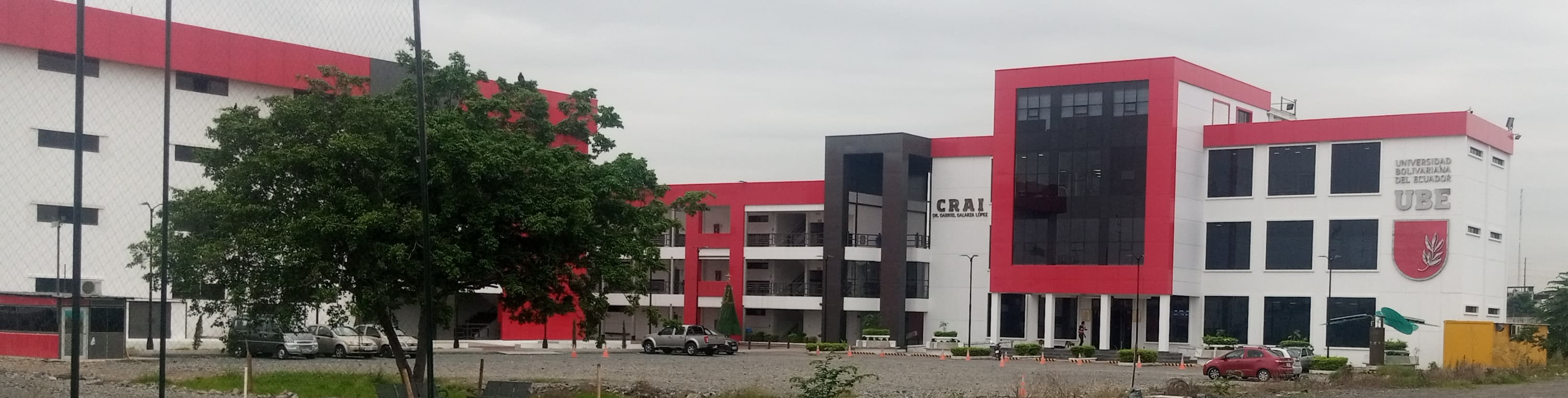